# Mandschurenkranich
Der Mandschurenkranich (Grus japonensis), seltener auch Rotkronenkranich genannt, gehört zu den am stärksten bedrohten Arten in der Familie der Kraniche. Der Tiefpunkt des Bestandes dieser in Ostasien vorkommenden Art lag wahrscheinlich in den Jahren unmittelbar nach dem Zweiten Weltkrieg. Der Bestand hat sich in einigen Gebieten seitdem wieder erholt. In den letzten 60 Jahren sind jedoch große Teile des Lebensraumes in Agrarflächen umgewandelt worden. Gegen Ende des 20. Jahrhunderts lebten etwa 1.700 bis 2.000 Exemplare in freier Wildbahn. Die IUCN ordnet diese Art deshalb als stark gefährdet ein. In der Volksrepublik China gehört sie gemeinsam mit dem Großen Panda und der Goldstumpfnase mittlerweile zu den „geschützten Arten ersten Grades“.
Mandschurenkraniche sind eine ausgesprochen aquatische Art, die während ihrer Brutzeit ein dichtes Mosaik aus Schilfbeständen und freien, flachen Wasserzonen benötigen. Sie haben keine langen Überwinterungszüge. Die auf dem ostasiatischen Festland befindlichen Populationen ziehen in Küstenregionen. Die auf der japanischen Insel Hokkaidō brütenden Mandschurenkraniche sind weitgehend Standvögel.

## Beschreibung

### Erscheinungsbild adulter Mandschurenkraniche
Der Mandschurenkranich erreicht eine Höhe von 1,5 Metern und ein Gewicht von bis zu zehn Kilogramm. Er ist damit bedeutend größer als der auch in Mitteleuropa vorkommende Graukranich. Seine Flügelspannweite beträgt 2,2 bis 2,5 Meter. Weibchen sind insgesamt etwas kleiner als Männchen. Ein Geschlechts- oder Saisondimorphismus fehlt. Die Lebenserwartung liegt bei rund 30 Jahren.
Das gesamte Körpergefieder, die Handschwingen, Flügeldecken, Achseln und Steuerfedern sind reinweiß. Das Kinn, die Kehle und die obere Hälfte des Halses ist schwarz. Vom Auge verläuft auf jeder Seite bis zum Nacken ein breites, weißes Band, das sich dort vereint und am Hals hinten hinabzieht. Auf der nackten schwarzen Haut der Stirn weist der Mandschurenkranich vereinzelte schwarze Federn auf. Diese finden sich auch auf dem rauen, warzigen Kamm seiner karmesinroten Krone.
Ähnlich wie bei Graukranich, Mönchs-, Schwarzhals- und Schreikranich ist dieser karmesinrote Fleck durch das Schwarzweißmuster der Kopffedern betont. Während der kalten Jahreszeit oder während eines Wanderfluges kann die Krone beim Mandschurenkranich dunkler wirken, weil sie dann weniger durchblutet wird. Gelegentlich ist sie auch unter den weißen Nackenfedern versteckt, die wie eine Haube nach vorne gezogen werden können. Die sehr langen Beine lassen ihn mühelos durch Flachwasser und Uferbesäumungen waten. Der Schnabel ist spitz zulaufend und perfekt an seine Jagdtechniken angepasst.

### Dunen- und Jugendkleid

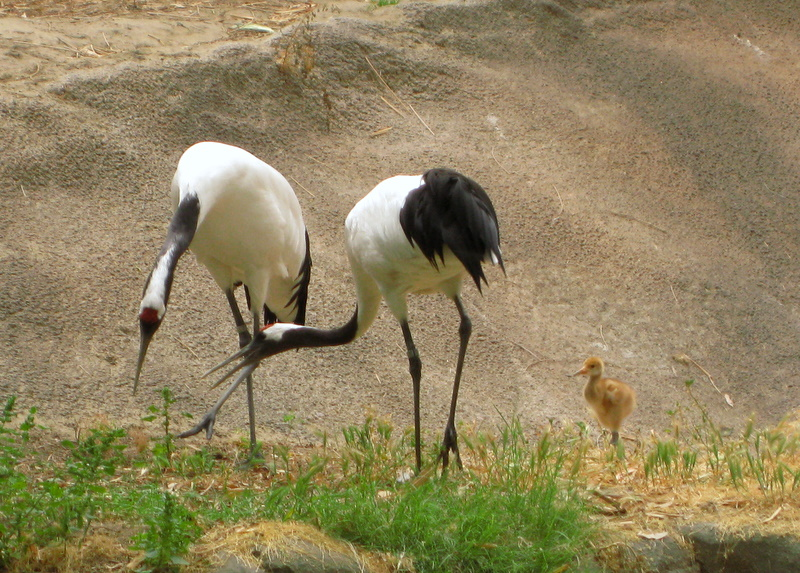
Brutpaar mit Küken, Zoo von San Diego, USA

Dunenjunge weisen in ihrem ersten Kleid kurze und dichte Dunen auf, die auf der Körperoberseite gelblich rotbraun sind. Am dunkelsten sind Vorder- und Hinterrücken, auf der Flügelbasis befinden sich helle Flecken. Die Körperunterseite ist hell rötlichgelb. Das zweite Dunenkleid ähnelt dem ersten, ist aber heller und grauer. Die hellen Flecken auf der Flügelbasis heben sich weniger auffällig vom übrigen Kleid ab.
Das Jugendkleid wird Ende August im Alter von etwa drei Monaten angelegt. Jungvögel sind an Hals und Kopf rotbraun. Die weißen Körperfedern weisen vor allem auf Rücken und Bürzel breite rotbraune Säume auf. An der Körperunterseite ist ein Teil der Federn reinweiß. Die Armschwingen und Humeralfedern sind dunkelbraun, die Handschwingen sind weiß mit braunen Enden. Im ersten Herbst-Winter-Kleid ist die Anzahl der weißen Federn besonders auf der Körperunterseite bedeutend größer. Am Kopf erscheint der weiße Streifen als deutliche Aufhellung, der Hals und die Kehle sind dunkelbraun. Im ersten Frühjahrskleid haben Jungvögel bereits eine völlig weiße Bauchseite. Der weiße Fleck an den Kopfseiten und im Nacken wird kontrastreicher.
In ihrem zweiten Herbst-Winter-Kleid gleichen Jungvögel bereits weitgehend den adulten Vögeln. Hauptsächlich auf der Körperoberseite weisen sich noch einzelne Federn des vorigen Kleides auf. Die Handschwingen sind weiß mit nur noch schmalen braunen Endsäumen. Die karmesinrote Krone ist kleiner als bei adulten Vögeln.

## Verbreitung

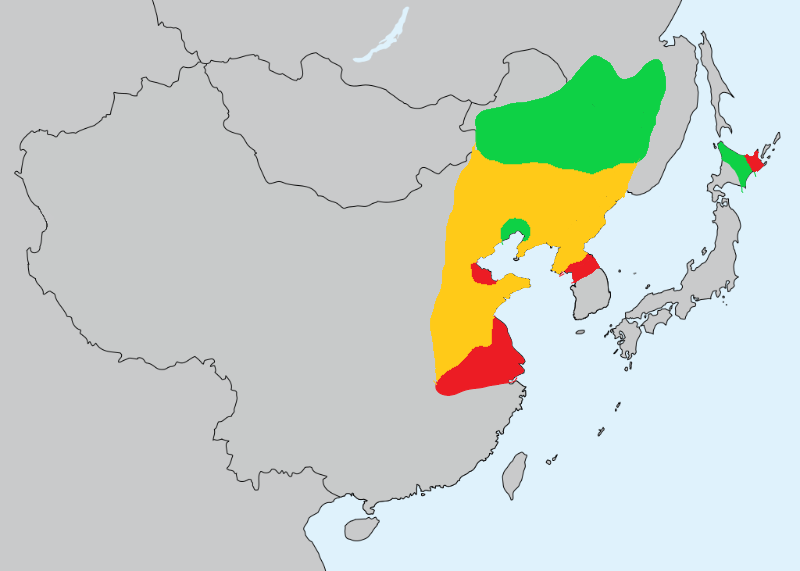
Verbreitungsgebiet des Mandschurenkranichs
Brütend
Nicht Brütend
Überflugsgebiet

Der Mandschurenkranich ist in Ostasien, insbesondere in der Mandschurei und auf Hokkaidō zu Hause. Auf dem asiatischen Festland brütet der Mandschurenkranich nahezu ausschließlich im Einzugsgebiet des Amurs. Sein Verbreitungsgebiet erstreckt sich hier vom Hulun-See in der inneren Mongolei und der Provinz Jilin nach Osten quer über Heilongjiang bis zum Chankasee und dem Ussuri. Das Zentrum seines Verbreitungsgebietes ist Heilongjiang und zwar vor allem die Umgebung des Songhua Jiang und die großen Zhalong-Sümpfe in der Nähe der Stadt Qiqihar. Am Mittellauf des Amurs, wo dieser Fluss große Überflutungsgebiete aufweist, teilt sich der Mandschurenkranich das Brutgebiet mit dem Weißnackenkranich.
Für den Bestand auf Hokkaidō vermutete man bis in die 1970er Jahre, dass es sich um eine überwiegend dort überwinternde Population handele. Erst der Ornithologe George Archibald fand heraus, dass Mandschurenkraniche in den unzugänglichen Kushiro-Sümpfen brüten. Im Frühjahr 1972 zählte man bei einer Lufterkundung der Sümpfe von Hokkaidō nicht weniger als 53 Nester. Inzwischen weiß man, dass die Hokkaidō-Kraniche sich innerhalb der Mandschurenkraniche schon vor Jahrtausenden von der Festlandpopulation abgesondert haben. Darauf weisen die unterschiedlichen Doppelrufe hin. Zu Beginn der 2000er Jahre zählte man auf Hokkaidō etwa 160 Brutpaare. 53 Brutpaare haben ihre Brutreviere in dem 260 Quadratkilometer großen Sumpfland im Herz des Kushiro-Kranichschutzgebietes. Eine weitere große Gruppe brütet an der Lagune von Akkeshi sowie im Küstengebiet von Nemuro.
Der Mandschurenkranich weist keine ausgeprägten Wanderbewegungen auf. Die in der Region des Amurs und im Zhalong-Reservat brütenden Vögel ziehen zu den Küstenregionen nördlich von Shanghai. Die Populationen vom Ussuri und vom Chankasee überwintern auf der koreanischen Halbinsel. Bei der Population auf Hokkaidō handelt es sich um Standvögel.

## Lebensraum

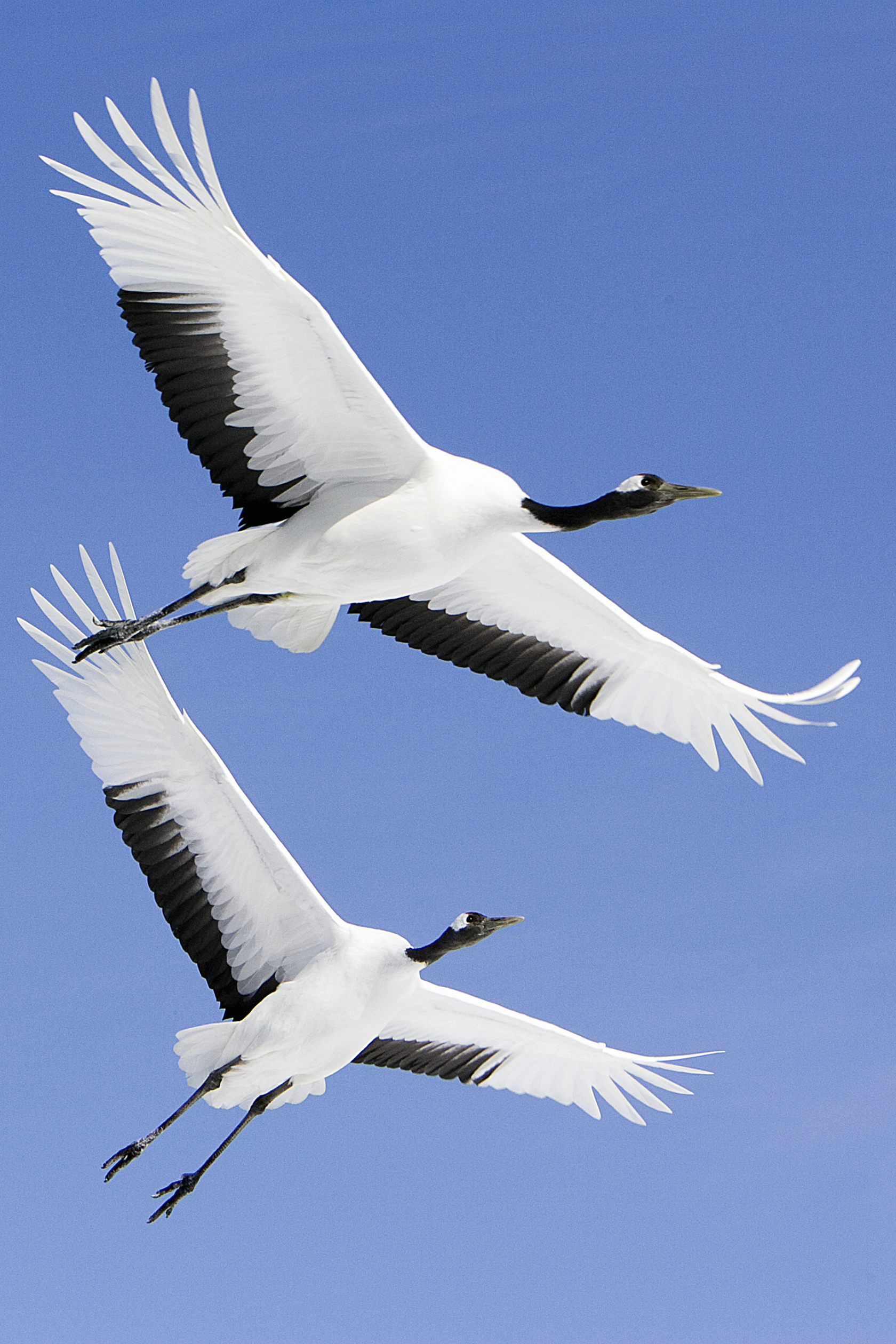
Fliegende Mandschurenkraniche, Japan

Der Mandschurenkranich bevorzugt Süßwasser-Feuchtgebiete, Sümpfe und andere feuchte Lebensräume. Als eine besonders aquatisch orientierte Art lebt er vor allem im hohen Schilfgürtel und in tiefen Sümpfen. Hauptbiotope zur Brutzeit sind weite Seggen-Wollgras-Bülten-Sümpfe und sumpfige Seggen-Calamagrostis-Wiesen, die verhältnismäßig offen sind und einen weiten Rundblick ermöglichen. Charakteristisch für diese Biotope ist, dass sie alljährlich im Frühjahr überschwemmt werden und dann häufig eine Wassertiefe von 30 bis 40 Zentimeter aufweisen. Mitte des Sommers fallen sie dann in starkem Maße trocken.
Im Einzugsbereich des Amurs ist der Mandschurenkranich die erste Kranichart, die hier eintrifft. Sein Brutrevier steckt er – soweit es möglich ist – fernab menschlicher Aktivitäten in den Sümpfen ab. Der Weißnackenkranich dagegen hält sich eher in den Randbereichen desselben Bruthabitats auf und nistet auch im Ried und in feuchten Wiesen in der Nähe landwirtschaftlich genutzten Landes.

## Nahrung
Der Mandschurenkranich hat ein sehr breites Nahrungsspektrum. Vorrangig frisst er tierische Kost. Nur in den Überwinterungsgebieten und während bestimmter Perioden stellt pflanzliche Nahrung den größten Teil seiner Nahrungsaufnahme dar. Zum Spektrum der tierischen Nahrung zählen Insekten, Würmer, Mollusken, Fische, Amphibien, Vögel und deren Eier sowie kleine Nager. Als pflanzliche Nahrung werden unter anderem Reis- und Hirsekörner gefressen. Nahrung suchende Kraniche gehen langsam mit gesenktem Kopf und halten sich dabei immer wieder länger an einer Stelle auf. Mit schnellem Schnabelstoß greifen sie dann ihre Beutetiere.

## Fortpflanzung
Mandschurenkraniche erreichen die Geschlechtsreife in einem Alter von drei bis vier Jahren. Es sind monogame Vögel, die Paarbindung ist beständig. An ihre Brutplätze kehren sie zu einem Zeitpunkt zurück, an dem die Erde noch nicht aufgetaut ist und es noch regelmäßig zu Frösten und Schneestürmen kommt. In der Regel beginnen sie in der zweiten Aprilhälfte mit dem Nestbau.
Die Größe eines einzelnen Brutreviers beträgt zwischen 4,2 und 12,3 Quadratkilometer. Die Entfernung zwischen benachbarten Nestern beträgt zwischen 2,7 und 4 Kilometern.

### Balztanz

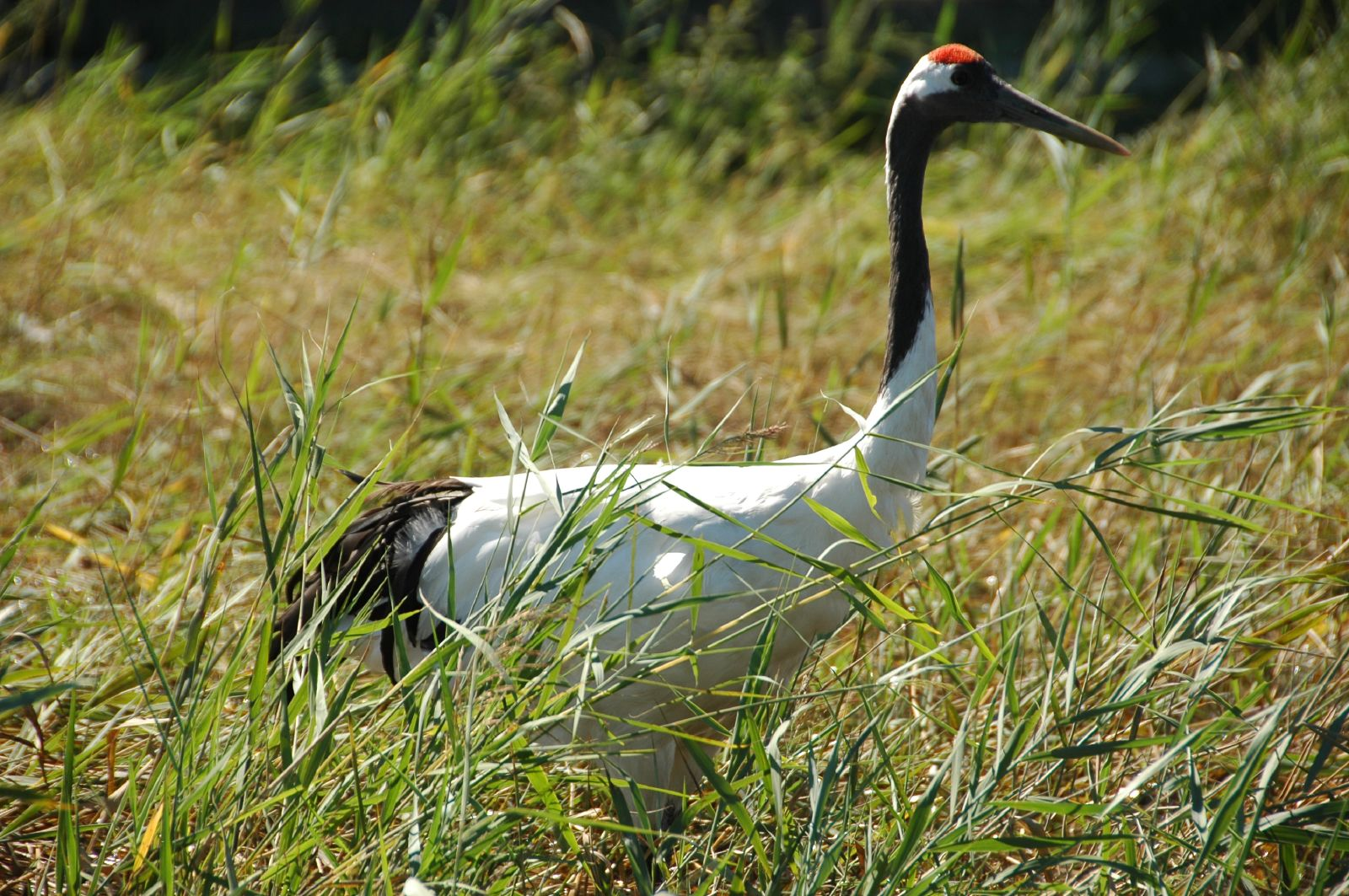
Mandschurenkranich nahe der chinesischen Stadt Qiqihar

Der Balztanz der Mandschurenkraniche ist einer der komplexesten unter den Kranichen. Er wird vorzugsweise in den Überwinterungsgebieten ausgeführt und an den „Tänzen“ nehmen sowohl adulte als auch junge, noch nicht geschlechtsreife Vögel teil. Die Tänze ereignen sich meist nach Nahrungsaufnahme. Einer der Vögel beginnt mit ausgebreiteten Flügeln zu springen, das Verhalten springt auf andere Vögel über und bald kommt es zu einem kollektiven Tanz, der die ganze Schar erfasst. Wie bei den meisten Kranicharten sind die Balztänze polyfunktional. So verstärkt der Balztanz die Paarbindung, die Bindung zwischen Elternvögeln und halbwüchsigen Jungen und baut aggressive Stimmungen innerhalb der Kranich-Schar ab.
Tanzende Mandschurenkraniche erheben sich wie die meisten Grus-Arten auf die Zehen, spreizen die Deckfedern auf dem Rücken und breiten die Flügel zur sogenannten „Schmetterlingspose“ aus. Dadurch wirkt das Erscheinungsbild größer und imposanter. Anders als bei den anderen Kranicharten setzt sich der Tanz des Mandschurenkranichs fort, indem die ausgebreiteten Schwingen hoch über den Rücken gehoben werden und der Hals so gekrümmt wird, dass die rote Krone vor den schwarzen Schirmfedern zu liegen kommt. Dabei weist der lange, scharfe Schnabel zum Himmel.

### Nest

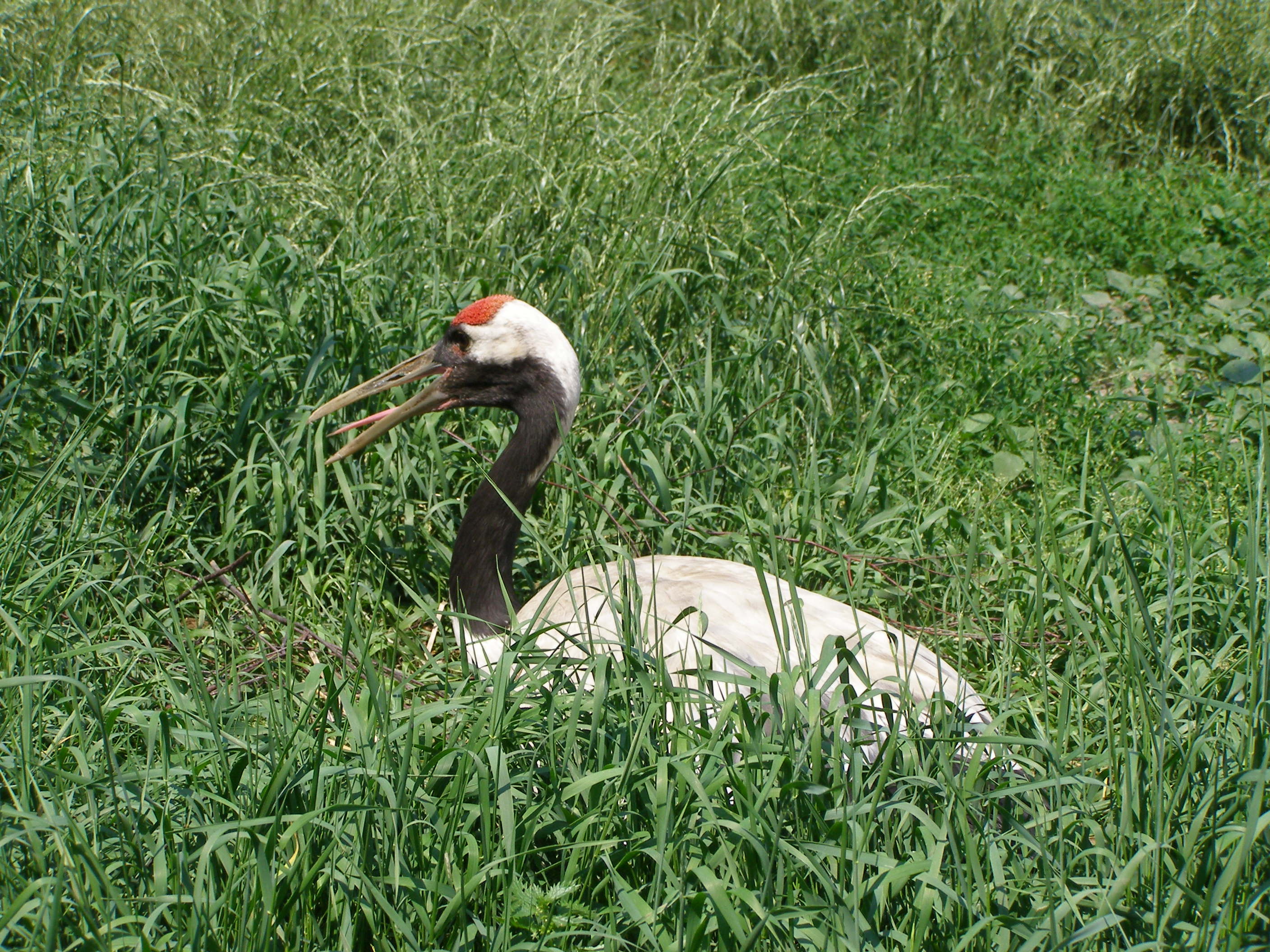

Sein Nest baut der Mandschurenkranich in verhältnismäßig tiefem Wasser inmitten von Schilf. Die Wassertiefe am Nest beträgt in der Regel zwischen 10 und 50 Zentimeter. Das Nest besteht aus Gras, Schilf und anderen Pflanzenteilen. Es ist eine flache ovale Plattform, die etwa 90 bis 120 Zentimeter lang und 74 bis 100 Zentimeter breit ist. Die Dicke der Unterlage schwankt zwischen 5 und 20 Zentimeter
. Die eigentliche Nestmulde ist mit 35 × 50 Zentimeter im Verhältnis zur Größe der Plattform klein.
Das Weibchen legt zwei Eier, der Abstand zwischen der Ablage der Eier beträgt zwei bis vier Tage.  Die Eier des Mandschurenkranichs sind sehr glatt. Ungewöhnlich ist die variable Färbung der Eischale. Mandschurenkraniche legen gelegentlich rein weiße Eier, wie es bei den subtropischen Kranicharten vorkommt. Es wird deshalb vermutet, dass der Mandschurenkranich ursprünglich auch in weiter südlich gelegenen Regionen Ostasiens brütete, da die weiße Schale gewöhnlich die Funktion hat, die Sonnenhitze zu reflektieren. Die übrigen Eier sind manchmal bläulich oder gefleckt wie bei den meisten nördlich vorkommenden Kranicharten.
Das Brüten beginnt bereits ab dem ersten Ei und beide Elternvögel sind an der Bebrütung beteiligt. Während der Nacht sitzt in der Regel das Weibchen auf dem Nest, im Laufe des Tages wird es vom Männchen zwei bis drei Mal abgelöst. Die Ablösung erfolgt schweigend. Der ablösende Elternvogel kommt zum Nest, der gerade brütende steht auf, putzt sich, wendet gelegentlich noch einmal die Eier und verlässt dann den Nestbereich. Die Inkubationsdauer beträgt zwischen 29 und 31 Tagen. Der jeweils brütende Vogel sichert regelmäßig, indem er den Kopf schnell hochreckt. Regelmäßig steht er auch auf, um die Eier zu wenden. Insgesamt werden die Eier am Tag mindestens 20 mal gewendet. Am häufigsten passiert dies während der Mittags- und Abendstunden.
Wildlebende Mandschurenkraniche verlassen ihr Nest, wenn sich ein Mensch auf etwa 200 Meter annähert. Der bis dahin brütende Vogel steht auf, entfernt sich dann 10 bis 30 Meter, fliegt auf und landet in einer Entfernung von etwa 600 bis 800 Meter wieder. Er geht dann langsam mit leichthängenden Flügeln im Kreis um den Nestbezirk.

### Aufzucht der Jungvögel
Das Schlüpfen der Jungen fällt hauptsächlich in die zweite Mai- bis erste Junidekade. Es gibt zwischen den beiden Jungvögeln keine Nestlingskonkurrenz und in der Regel überleben beide Jungen. Die Küken sind Nestflüchter und folgen kurz nach dem Schlupf den Altvögeln. In den ersten Lebenstagen werden die Dunenjungen von jeweils einem der Elternvögel gehudert. Bei Beunruhigung führen die Elternvögel ihre Jungen in tiefere Abschnitte des Sumpfes. Trocknen die Sümpfe im Verlauf der Sommermonate aus, übersiedeln die Vögel in feuchtere Gebiete.
Die Jungen wachsen sehr schnell heran mit einem Wachstumshöhepunkt zwischen dem 10. und 40. Lebenstag. Sie sind nach rund drei Monaten flügge und erreichen die Geschlechtsreife mit drei bis vier Jahren. Abweichend von vielen anderen Kranicharten ziehen Mandschurenkraniche häufig beide Küken groß.

## Bestand und Gefährdung

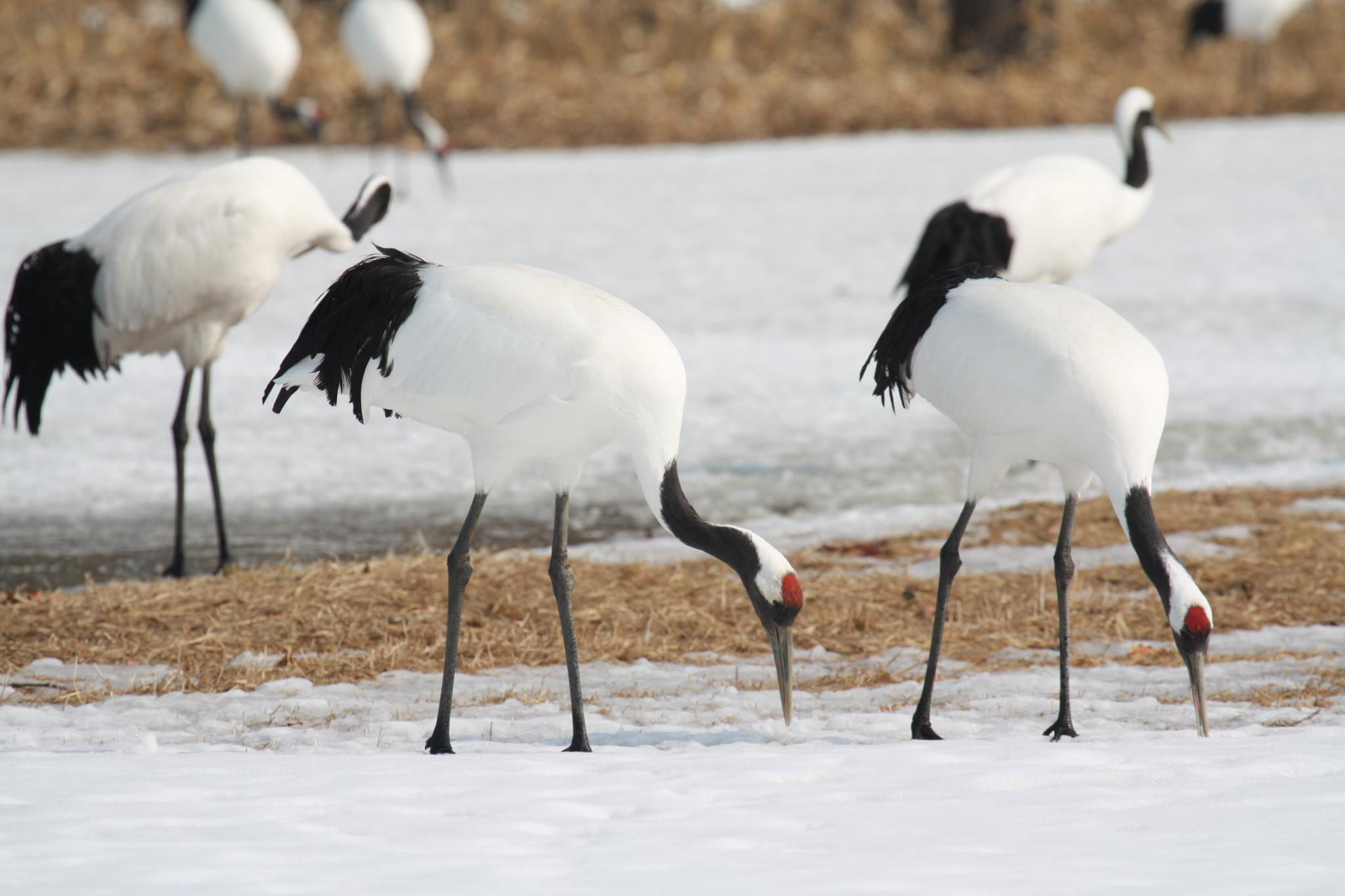
Mandschurenkraniche auf Hokkaido

Die Bestände des Mandschurenkranichs sind stark zurückgegangen. Die IUCN schätzt die Gesamtpopulation auf etwa 2.400 Tiere und stuft die Art als „stark gefährdet“ ein.
Hauptgefahr für den Kranich sind anthropogene Einflüsse, die zu einem Verlust von Lebensräumen für diese Kranichart führen. Trockenlegung von Sumpfgebieten, Viehaustrieb, Heumahd, Ausbringen von chemischen Stoffen in Boden und Wasser und damit Beeinträchtigung der Ernährungsgrundlage haben in weiten Teilen seines Verbreitungsgebietes zur Zerstörung von Brutplätzen geführt. Sehr negative Folgen haben auch eine Beunruhigung der brütenden Kraniche. Sie verlassen dann ihre Brutplätze und die offen liegenden Gelege sind daraufhin dem Risiko einer Zerstörung durch Krähen ausgesetzt.
Der Schutz des Mandschurenkranichs ist zum Teil sehr konfliktreich. Am Chankasee, dessen Uferregion sowohl in China als auch in Sibirien liegt, zählt das Ufergebiet jeweils zu wirtschaftlich wertvollem Agrarland. Auf sibirischer Seite ist es sogar der fruchtbarste Boden, in dem lange Zeit der einzige Reis der UdSSR und daneben auch Getreide, Sojabohnen und Tomaten angebaut werden konnten. Auch auf chinesischer Seite stellt das Gebiet wertvolles Ackerland dar. Im Zhalong-Naturreservat könnte der  Mandschurenkranich, der einen Flickenteppich von Schilfinseln und freiem Wasser bevorzugt, davon profitieren, dass die im angrenzenden Gebiet wohnende Bevölkerung nur bis zur Hälfte des Schilfs entfernt. Für diese Menschen macht die Schilfernte jedoch zwischen 70 und 80 Prozent ihres Einkommens aus. Die Einwohner sind daher gezwungen, mehr Schilf zu ernten als mit dem Schutz der Vögel vereinbar ist.

## Erhaltungsmaßnahmen
Mandschurenkraniche werden in einer Reihe von Zoos und Reservaten nachgezogen. Die in Gefangenschaft gehaltene Population ist immerhin so groß, dass es kein globales Zuchtbuch gibt, sondern regionale, meist auf den jeweiligen Kontinent bezogene Zuchtbücher. In Japan hat man die Erfahrung gemacht, dass flugunfähige Männchen Weibchen in ihre Gehege locken und mit ihnen Nachwuchs groß ziehen, der sich den wilden Kranichscharen anschließt, sobald er flugfähig ist.
Im Zhalong-Naturschutzgebiet wurden Mandschurenkraniche mit der Hand aufgezogen und in die Marschen entlassen. Während des Winterhalbjahres wurden sie wieder eingefangen, um Verluste über den Winter zu verhindern. In den nachfolgenden Jahren verpaarten sich diese Vögel entweder miteinander oder mit wilden Mandschurenkranichen und zogen unweit ihres Aufzuchtsortes Nachwuchs auf. Auch dieser wurde während des ersten Winterhalbjahrs gemeinsam mit den Eltern in Gefangenschaft gehalten. Diese halbwilden Kraniche tolerieren in größerem Maße als ihre wilden Artgenossen die Anwesenheit von Menschen, was das Ziel dieser Maßnahme ist.

## Kulturelle Bedeutung

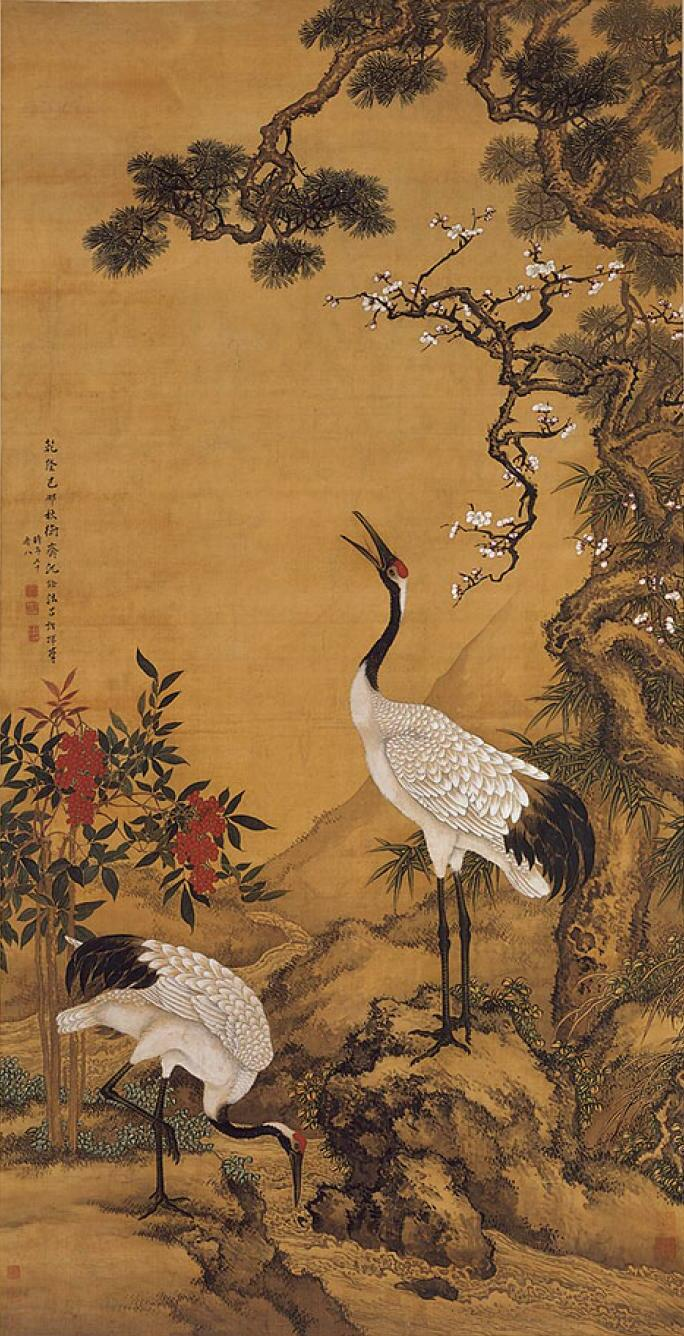
Drei chinesische Symbole: Kiefer, Pflaume und Kranich; von Shen Quan (1759)

Der Mandschurenkranich gilt als die Kranichart, die in der ostasiatischen Kunst am häufigsten wiedergegeben ist. Die chinesischen Philosophen sahen in dem Schwarzmuster, das sich zeigt, wenn der Mandschurenkranich die Schwingen spreizt, eine Manifestation des Yin-und-Yang-Prinzips. Abbildungen finden sich auf Kimonos gestickt, als Holzschnitt wiedergegeben, auf Wandschirmen gemalt und auf Schriftrollen gezeichnet. Bei den Ainu, der Urbevölkerung Nordjapans, ist der Mandschurenkranich Todesbote und zugleich Symbol des ewigen Lebens. Die Kraniche wurden in Japan auch gejagt, wobei die Jagd, die mit Falken ausgeführt wurde, über lange Zeit nur dem japanischen Hochadel vorbehalten war. Erst nach 1867, dem Jahr der Meiji-Restauration, war es in Japan erlaubt, dass auch die ländliche Bevölkerung Kraniche jagen durfte. Es bildete sich die Sitte heraus, Kraniche zu Neujahr zu verspeisen. Bereits 1889 waren die Bestände so dezimiert, dass man der Überzeugung war, dass der Mandschurenkranich in Japan weitgehend ausgerottet sei.
Zu Beginn des 20. Jahrhunderts waren die Mandschurenkraniche auch auf Hokkaidō verschwunden. 1910 wurden vereinzelt wieder Mandschurenkraniche gesichtet, 1924 wurde erstmals wieder eine kleine Schar in den Kushiro-Sümpfen beobachtet. Die Kranichjagd wurde daraufhin verboten und das japanische Kulturministerium erklärte den Mandschurenkranich zum Nationaldenkmal. Bereits in den 1930er Jahren wurden 2.700 Hektar in diesen Sümpfen als besonderes Rückzugsgebiet ausgewiesen. Während einer schweren Frostperiode im Jahre 1952 retteten örtliche Bauern eine verbliebene Schar von 30 Mandschurenkranichen, die sich um eine heiße Quelle versammelt hatten, indem sie Getreide auslegten. Diese Tradition wird bis heute fortgesetzt.